# The Madness of Many
The Madness of Many è il quarto album in studio del gruppo musicale statunitense Animals as Leaders, pubblicato nel 2016.

## Tracce
1. Arithmophobia – 6:01
2. Ectogenesis – 4:56
3. Cognitive Contortions – 4:29
4. Inner Assassins – 5:30
5. Private Visions of the World – 4:57
6. Backpfeifengesicht – 4:27
7. Transcentience – 5:32
8. The Glass Bridge – 5:04
9. The Brain Dance – 7:01
10. Apeirophobia – 4:59

## Formazione
- Tosin Abasi – chitarra
- Javier Reyes – chitarra, basso
- Matt Garstka – batteria
- Travis Stewart AKA Machinedrum – sintetizzatore/elettronica (in Inner Assassins)